# گاک تویوتا
گاک تویوتا (انگلیسی: GAC Toyota) شرکت خودروسازی چینی است، که در سال ۲۰۰۴ تأسیس شد.